# Trstenik
Trstenik (in serbo Трстеник?) è una città e una municipalità del distretto di Rasina nella parte centro-meridionale della Serbia centrale. È situata lungo le rive della Zapadna Morava.